# Stolpersteine

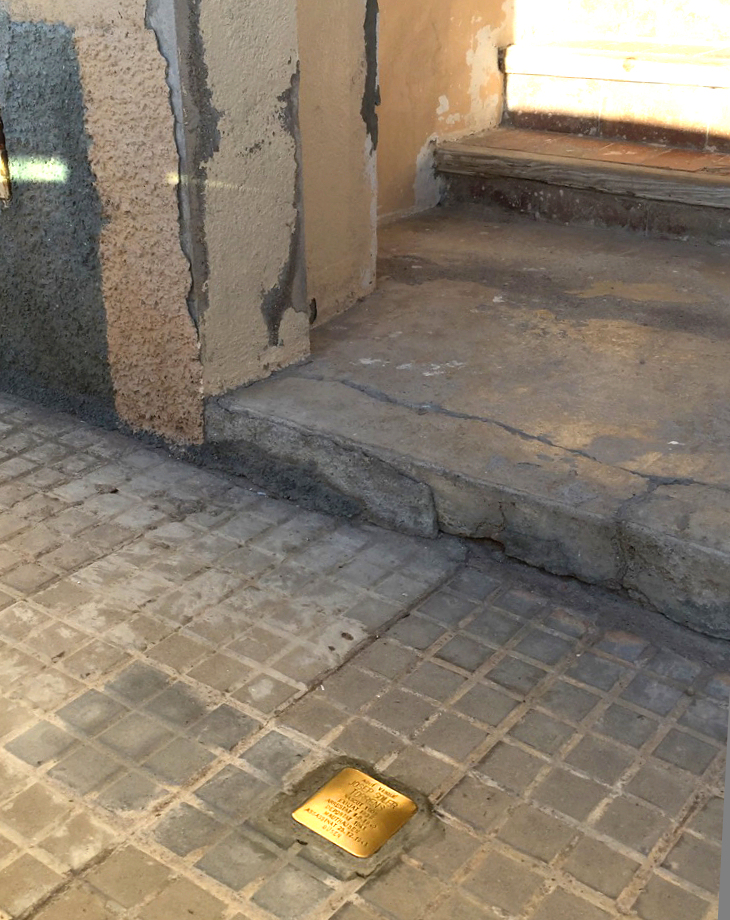
Stolperstein en El Palà de Torroella

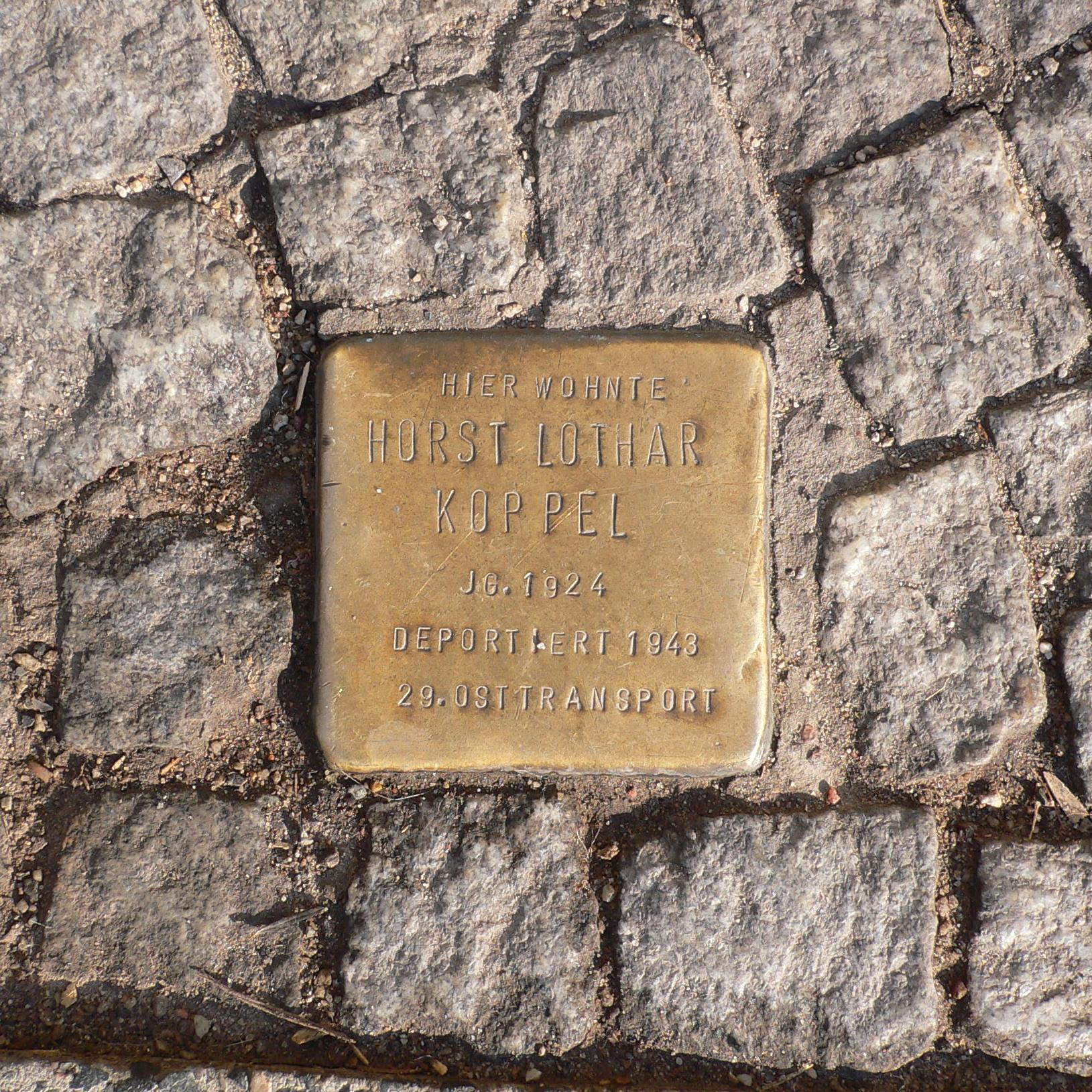
Stolperstein en Berlín-Kreuzberg.

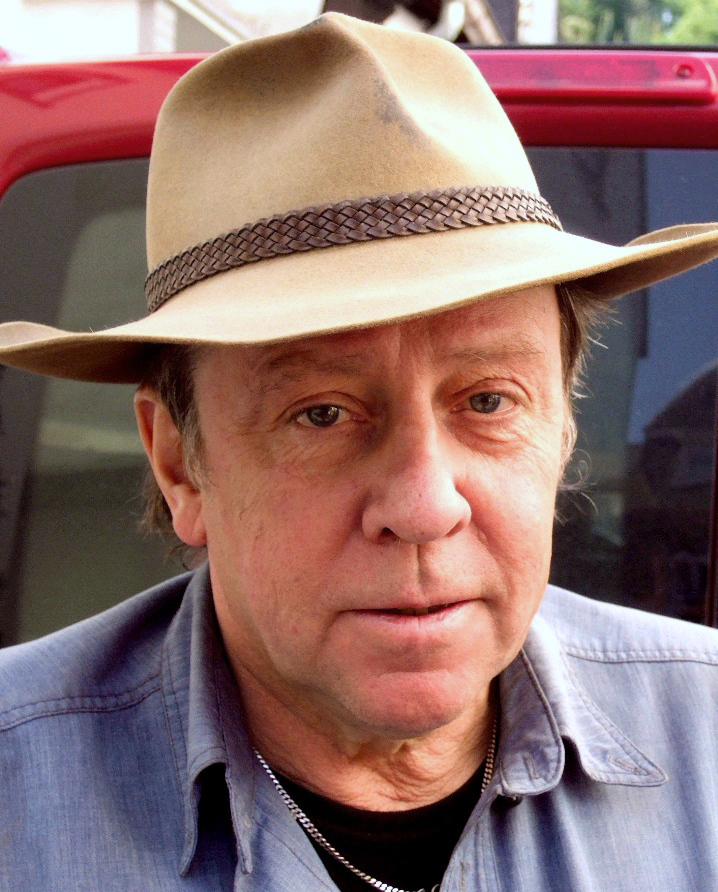
Gunter Demnig

Stolperstein (pronunciado /ˈʃtɔlpɐˌʃtaɪ̯n/ⓘ; lit: piedra de tropiezo; palabra alemana que designa una piedra en el camino que puede hacer tropezar al caminante) —en plural Stolpersteine— es un proyecto del artista alemán Gunter Demnig. El propósito de este monumento exhortatorio es conmemorar el destino de los seres humanos que fueron deportados y asesinados por los nacionalsocialistas. Son cubos de cemento de 10x10x10 centímetros que, en la parte superior, llevan incrustadas una placa de latón de 10x10 centímetros (3'9 pulgadas de lado), donde se encuentran grabados los datos esenciales de la persona que se conmemora.
Estos monumentos son colocados en aceras, haciendo el hueco necesario para ser acogidos y encementados, formando ya parte de ellas, quedando su superficie superior casi al ras del suelo, siendo este sobrepasado solo por el leve espesor de la placa metálica. Este resalte sobre el nivel del suelo podría ser, tal como ocurre en la colocación de adoquines y baldosas, motivo para ocasionar un tropiezo al caminante. En esto se basa su nombre. Pero lo que se pretende es que la persona, al percibir el resalte en el camino, se detenga y se incline para leer lo que en la placa está escrito. Esta inclinación podría equivaler a un gesto de respeto por la persona que se recuerda. Pero, especialmente, se quiere no dejar caer en el olvido la barbarie de los asesinatos cometidos, basados en el pensamiento nazi. La obra tiene como objetivo conmemorar a las personas exactamente en el último lugar de residencia, o, a veces, trabajo, que fue elegido libremente por la víctima antes de serlo.
También hay una serie de Stolpersteine en España.

## Historia del proyecto
En el año 1990, Demnig se interesó por conmemorar artísticamente el cercano cincuentenario de la deportación de 1000 roma y sinti que habían residido Colonia, ya que este acto había sido una prueba preparatoria para las deportaciones generales de judíos alemanes que se realizaron a continuación. Demnig fue informándose sobre este hecho en archivos y a través de contactos con personas que tenían recuerdo de lo ocurrido, dando especial importancia a localizar la última residencia voluntaria que cada deportado tuvo en la ciudad.
Mientras realizaba sus investigaciones, pensó que en vez de un único monumento conmemorativo podría ser más interesante realizar sencillos pero abundantes monumentos, colocándolos muy diseminados. Llegado a esta convicción, es cuando consideró que de un modo económico se podían realizar estos monumentos dándoles forma de adoquín, proveyendo cada uno de ellos con una placa con texto identificativo e insertándolos en el pavimento de las calles, integrándose en ellas.
Demnig colocó la primera Stoperstein el 16 de diciembre de 1992, fecha en que se cumplían cincuenta años de la orden que impartió Heinrich Himmler para la deportación de «gitanos», en el adoquinado de la plaza del histórico edificio del Ayuntamiento de Colonia. En la placa se podían leer las primeras líneas del texto del decreto de deportación.
A partir de entonces, Demnig desarrolló el proyecto Stolpersteine, dedicándolo a recordar a todos los asesinados por los nazis. Era un proyecto gigantesco ya que en definitiva se llegarían a realizar y colocar seis millones de piedras para tener presentes a los seis millones de víctimas del régimen nazi.
En el año 1994 el artista había construido en su taller unas 250 piedras que fueron expuestas en la iglesia de San Antonio en Colonia. El 4 de enero de 1995, sin tener permiso del Ayuntamiento, colocó en las aceras las primeras piedras. Al año siguiente participó en la exposición Künstler forschen nach Auschwitz ("Artistas investigan sobre Auschwitz") en Berlin-Kreuzberg y colocó 51 piedras en la calle Oranien de esa localidad, careciendo nuevamente de autorización administrativa. Fue el 19 de julio de 1997 cuando la administración de la localidad St. Georgen de Salzburgo (Austria), a propuesta de la iniciativa artística "Knie" y del Servicio Austriaco de la Memoria, una organización dedicada al recuerdo de las víctimas del nazismo de esta localidad, le permitió colocar legalmente sus dos primeras piedras dedicados a testigos de Jehová represaliados en la ciudad.
En Alemania, tuvo que esperar hasta el año 2000 para que la administración de Colonia le concediera el permiso para colocar allí las piedras que había proyectado para esa ciudad. A partir de este momento, en los años sucesivos el proyecto tomó fuerza, se difundió ampliamente, adquiriendo gran importancia y convirtiéndose en el monumento recordatorio más descentralizado del mundo. Hasta enero de 2016 había más de 50.000 Stolperteine en distintos países de Europa.

## Víctimas

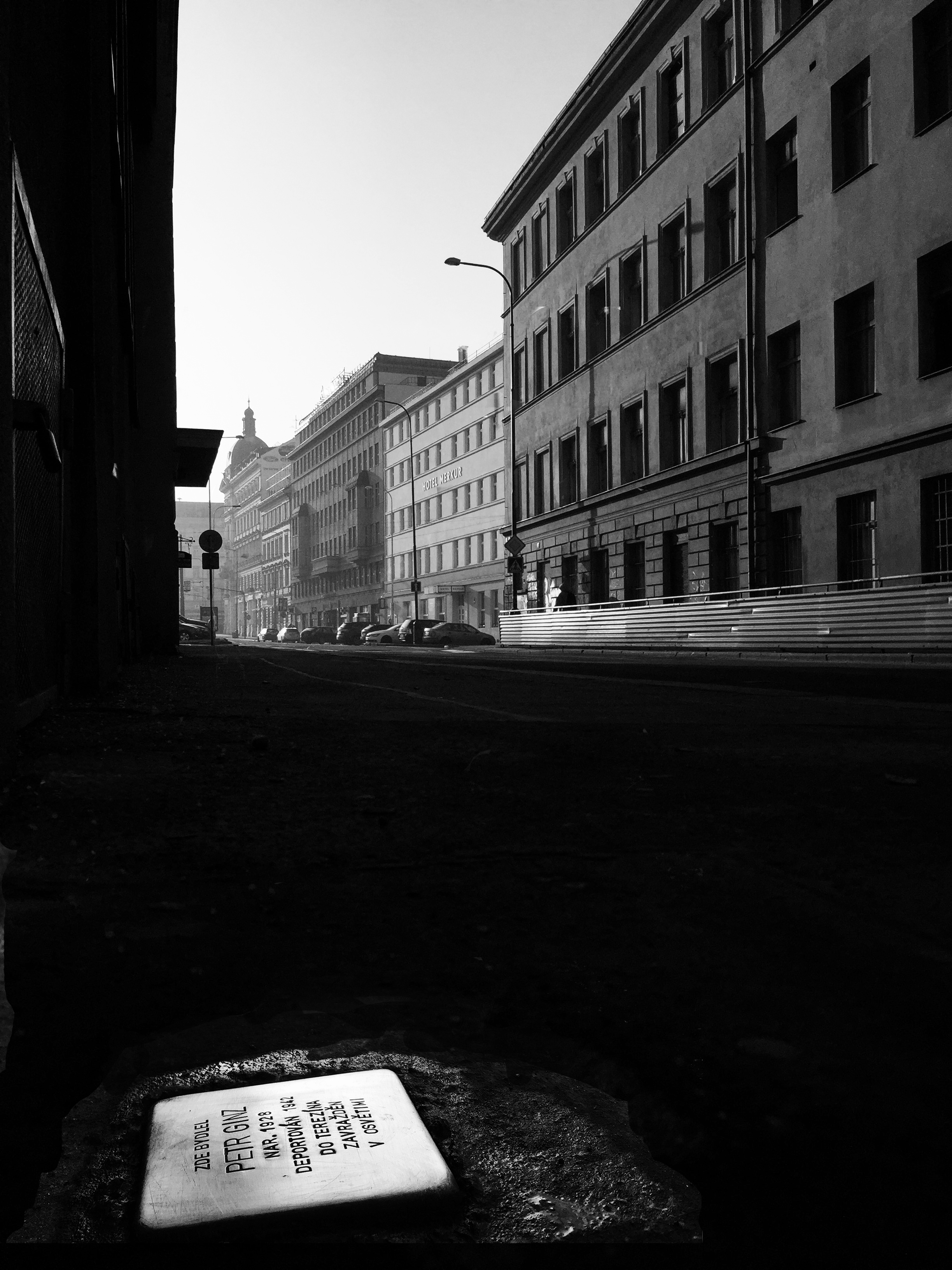
Stolperstein en Praga

Los datos sobre las personas que fueron perseguidas, deportadas, asesinadas o prefirieron suicidarse ante la persecución que estaban sufriendo durante la época de la Alemania nazi se investigan por parte de distintas iniciativas ciudadanas, asociaciones, colegios, parientes y supervivientes. Los grupos perseguidos por los nazis incluyen judíos, gitanos, chinos, opositores políticos, miembros de movimientos de resistencia, homosexuales, testigos de Jehová y víctimas de la eutanasia. El banco de datos del monumento de Yad Vashem en Jerusalén supone una ayuda para la investigación.
Partiendo de estos datos, Demnig manufactura un cubo de hormigón de 10 centímetros de lado, cubierto por una placa de latón, marcado, en general, con la inscripción: Aquí residió, Aquí vivió, Aquí enseñó, Aquí eligió la muerte, etc., el nombre de la víctima, año de nacimiento, su destino, por lo común la fecha de la deportación o de la muerte. El cubo es incrustado en la acera o la calle delante de la puerta del último domicilio de la víctima.

## Manufactura y colocación
Las piedras con su placa se confeccionan manualmente, por lo que debido a la alta demanda que ha recibido, Demnig se deja ayudar por algunos colaboradores. Dado que la muerte de las víctimas por los nazis tuvo un carácter masivo y semiindustrial, insiste que estas piedras deben realizarse en contraposición siempre una a una y manualmente.
Procura que la piedra sea colocada frente al último domicilio que ocupó voluntariamente la víctima. Tras la guerra, al quedar destruidas muchas casas, hubo calles completas que se convirtieron en espacios públicos como parques, polideportivos, etc. En estos casos las piedras se colocan lo más cerca posible de la última residencia, pero siempre en aceras o caminos, para que el caminante "tropiece" con ellas. Las piedras, una vez colocadas, pasan a ser propiedad de la ciudad o municipio.
A finales de 2008, se había instalado alrededor de 17 000 Stolpersteine en unas 400 ciudades alemanas. Más adelante, la instalación se extendió también a varias ciudades de España, Italia, Países Bajos y Hungría. Una colocación que había sido planificada para el 1 de septiembre de 2006 en Polonia no se llevó a cabo, porque la correspondiente autorización fue denegada.
Las Stolpersteine son financiadas por donativos, colectas y apadrinamientos de ciudadanos individuales, estudiantes de colegios, gremios profesionales y comunas. Un cubo cuesta 120 euros.

## Película
La cineasta alemana Dörte Franke realizó un documental sobre las Stolpersteine titulado Stumbling Stone (2008).

## Galería

Stolpersteine
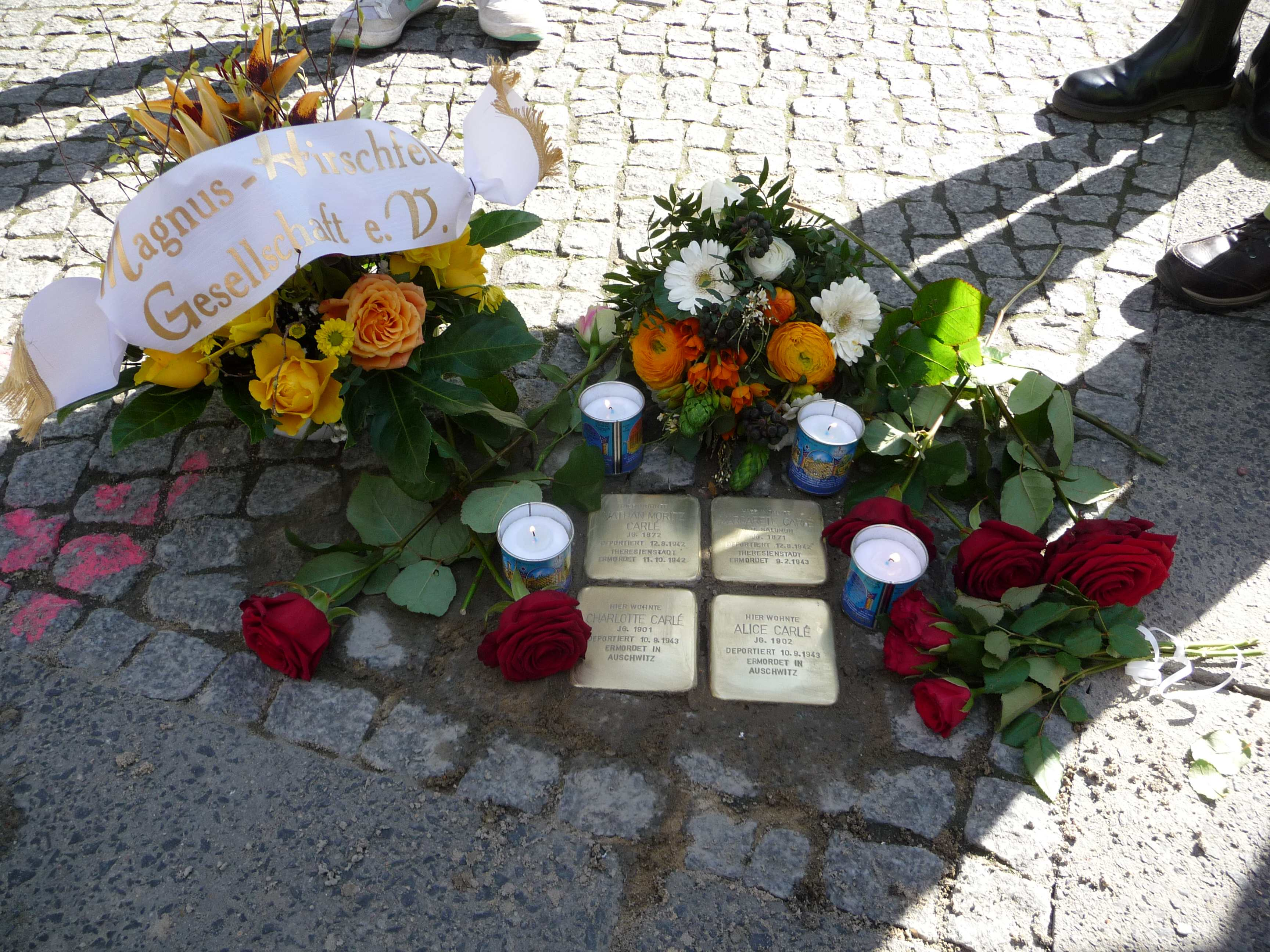
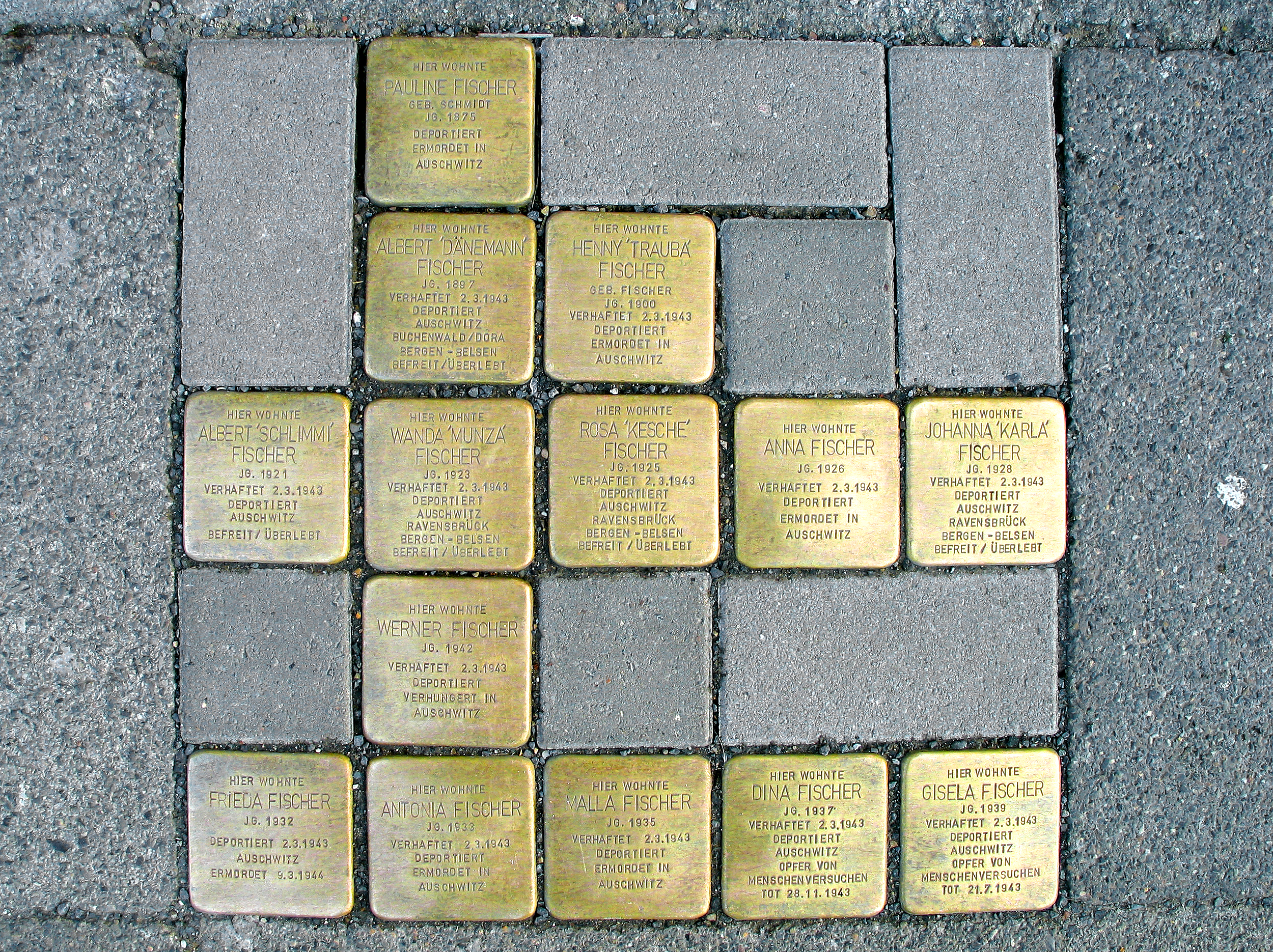
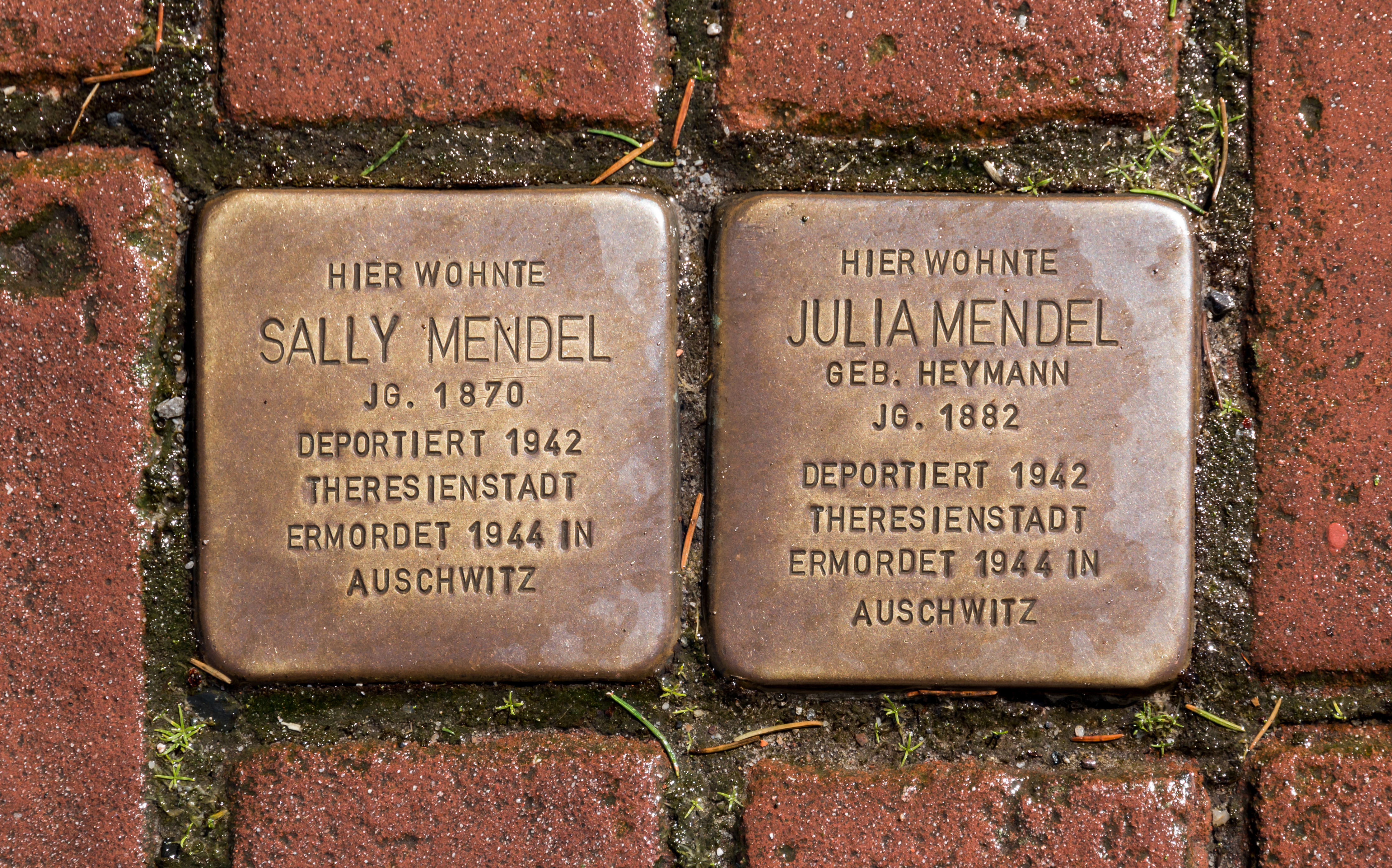
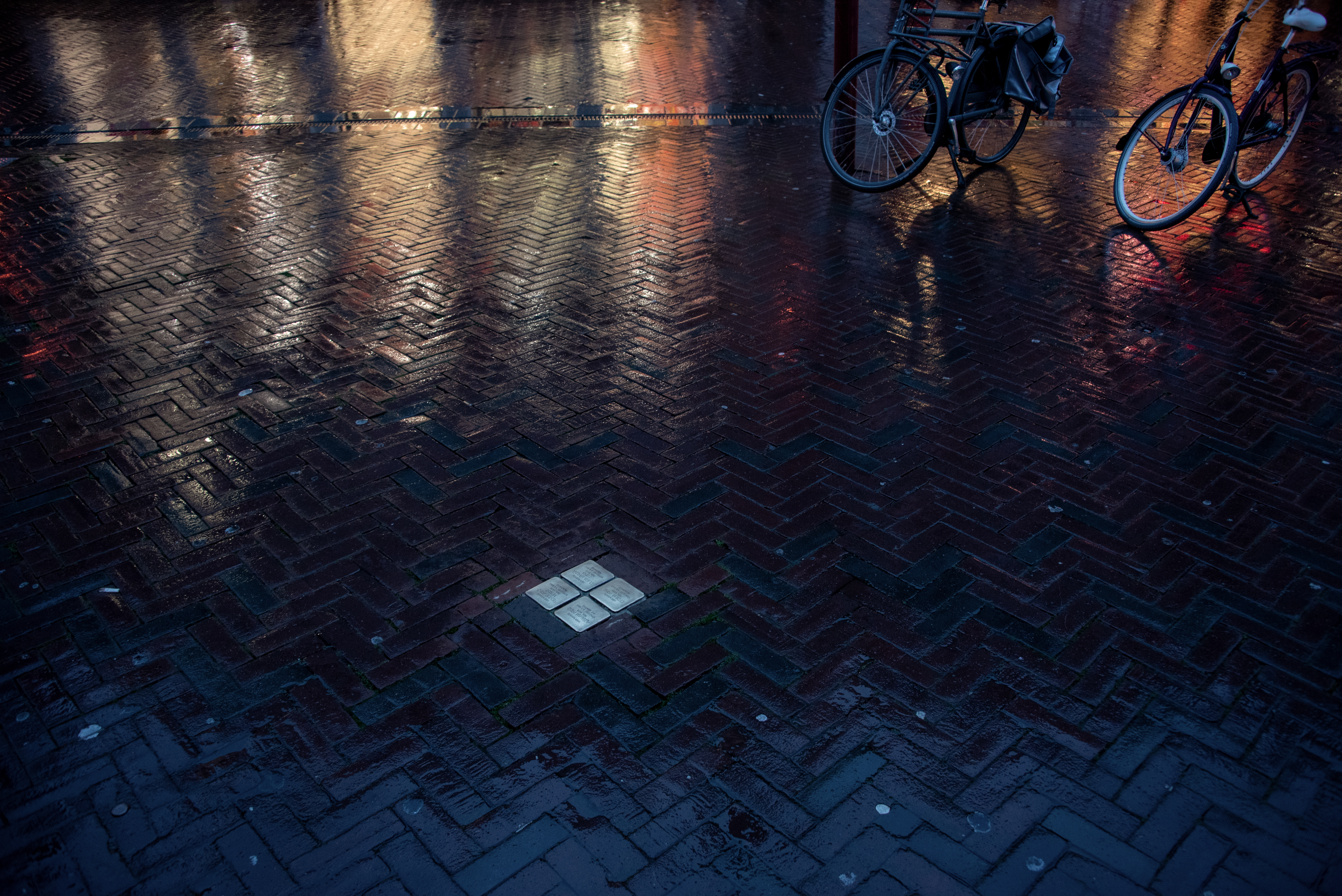
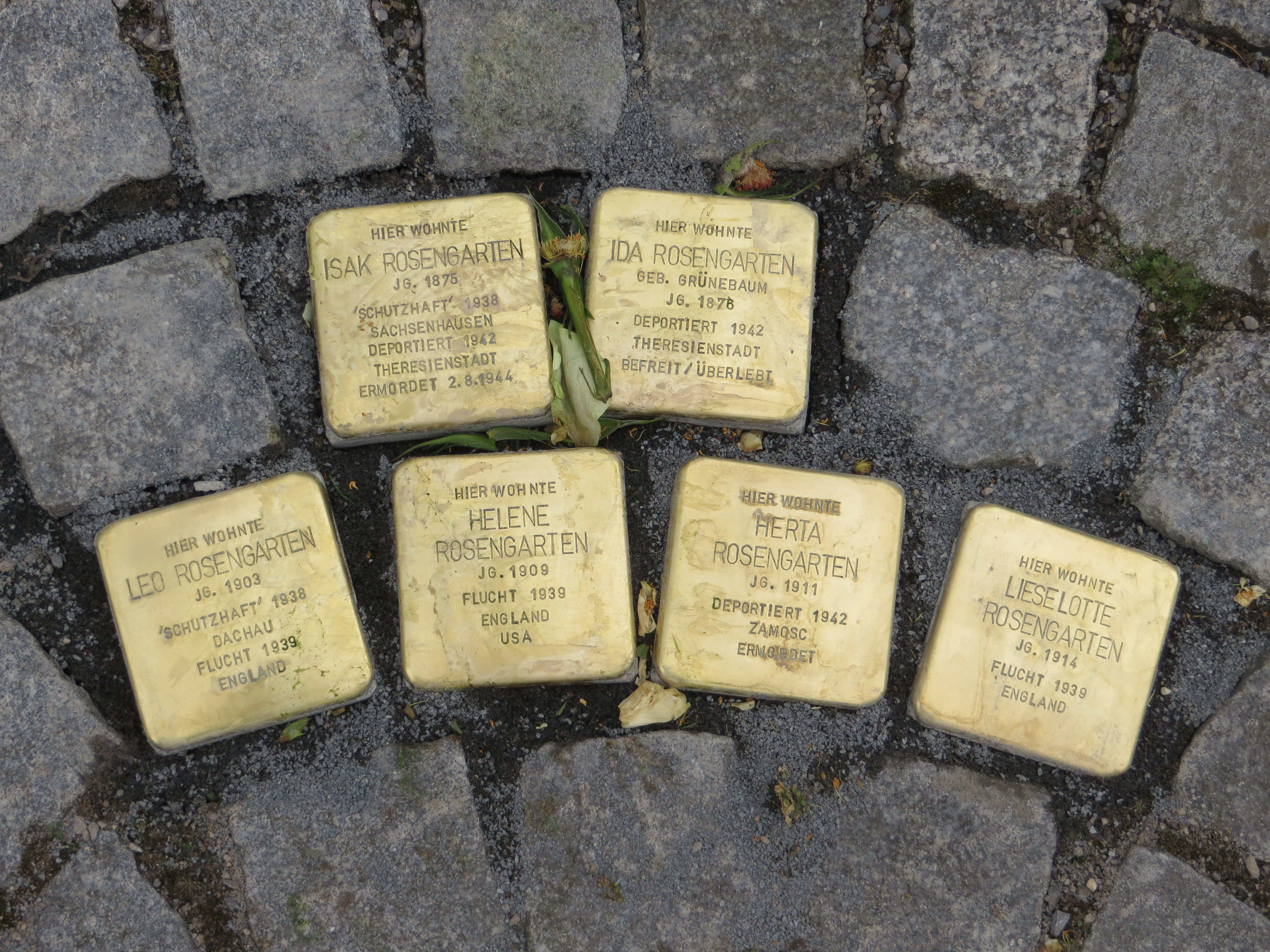
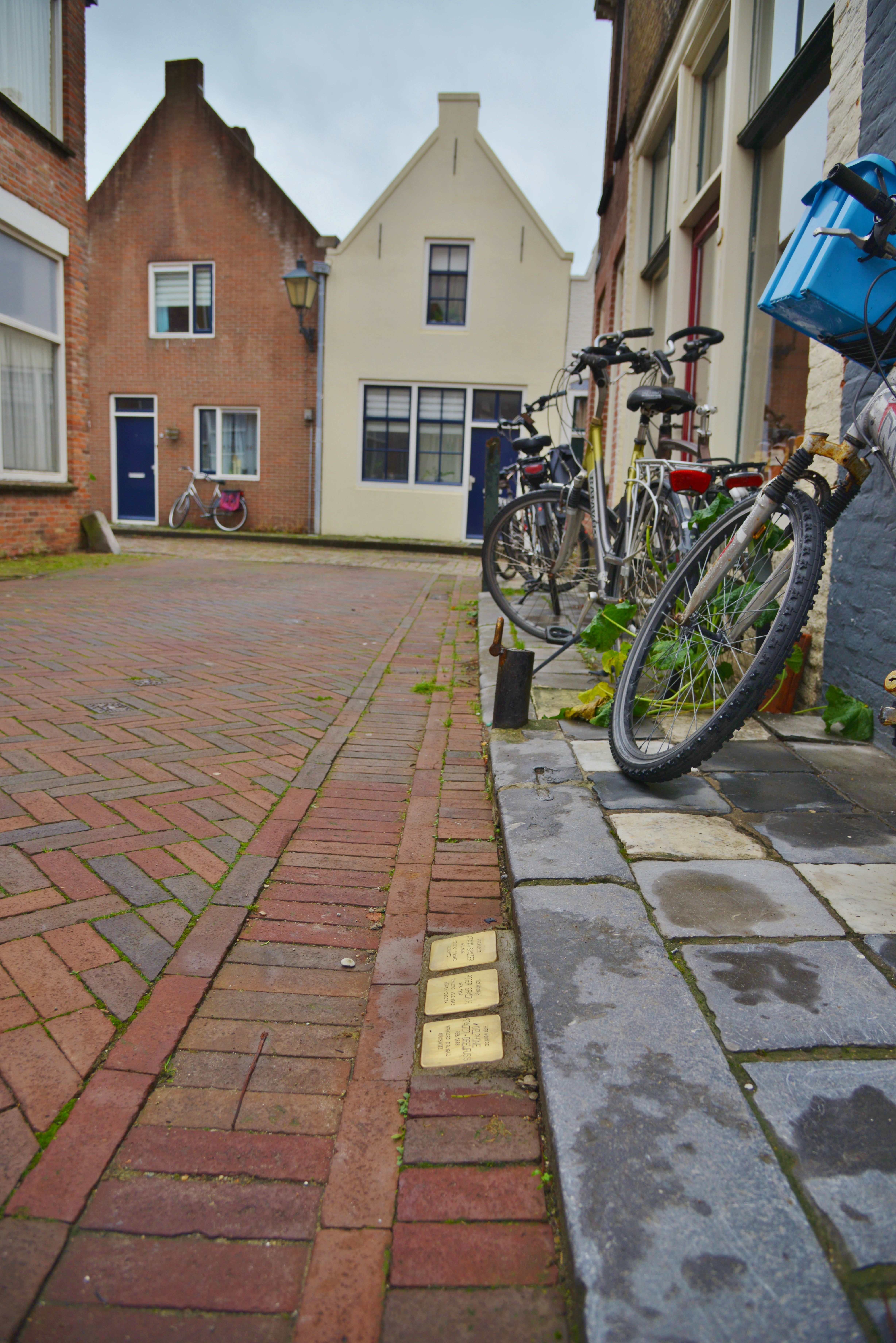
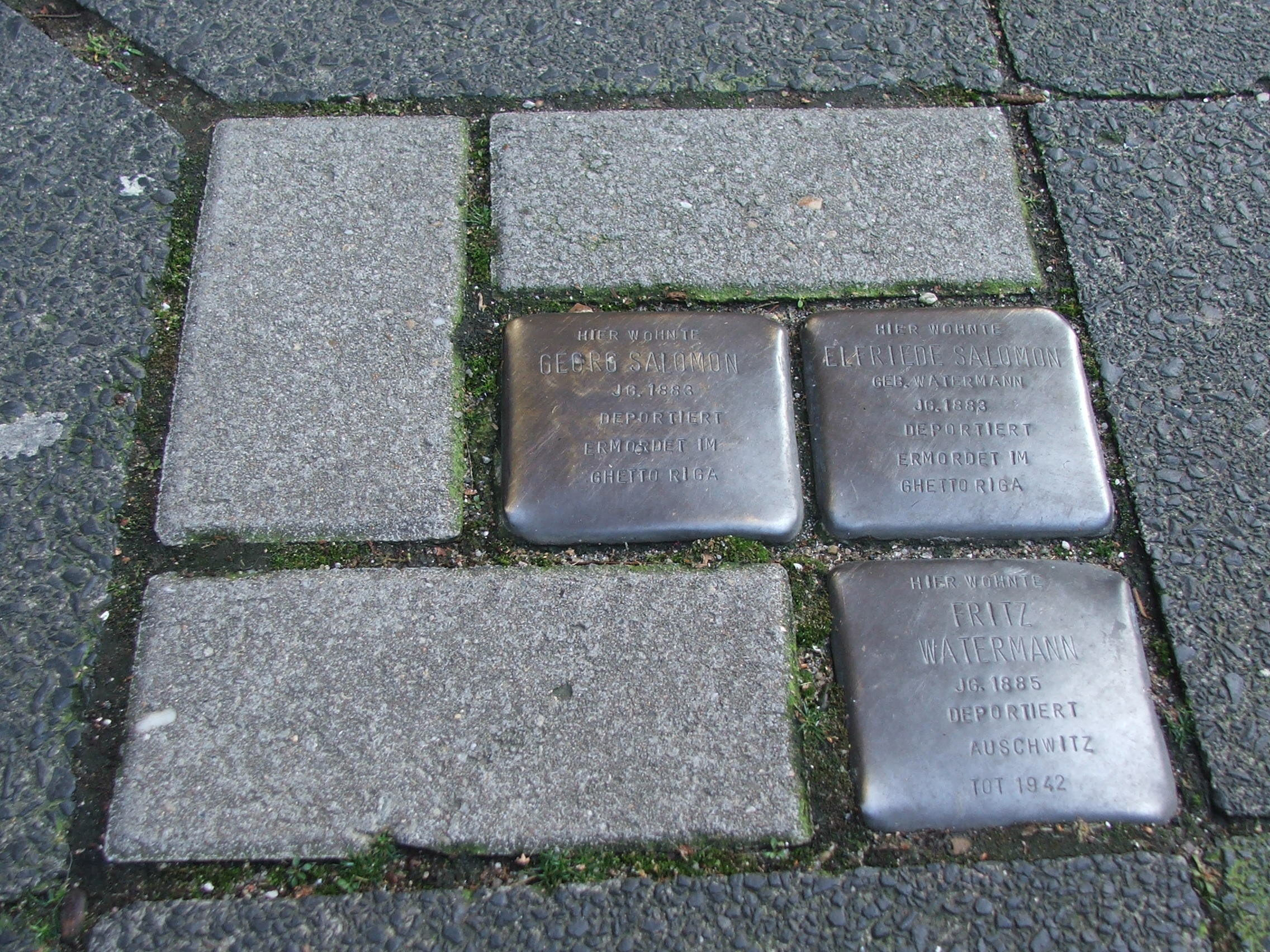
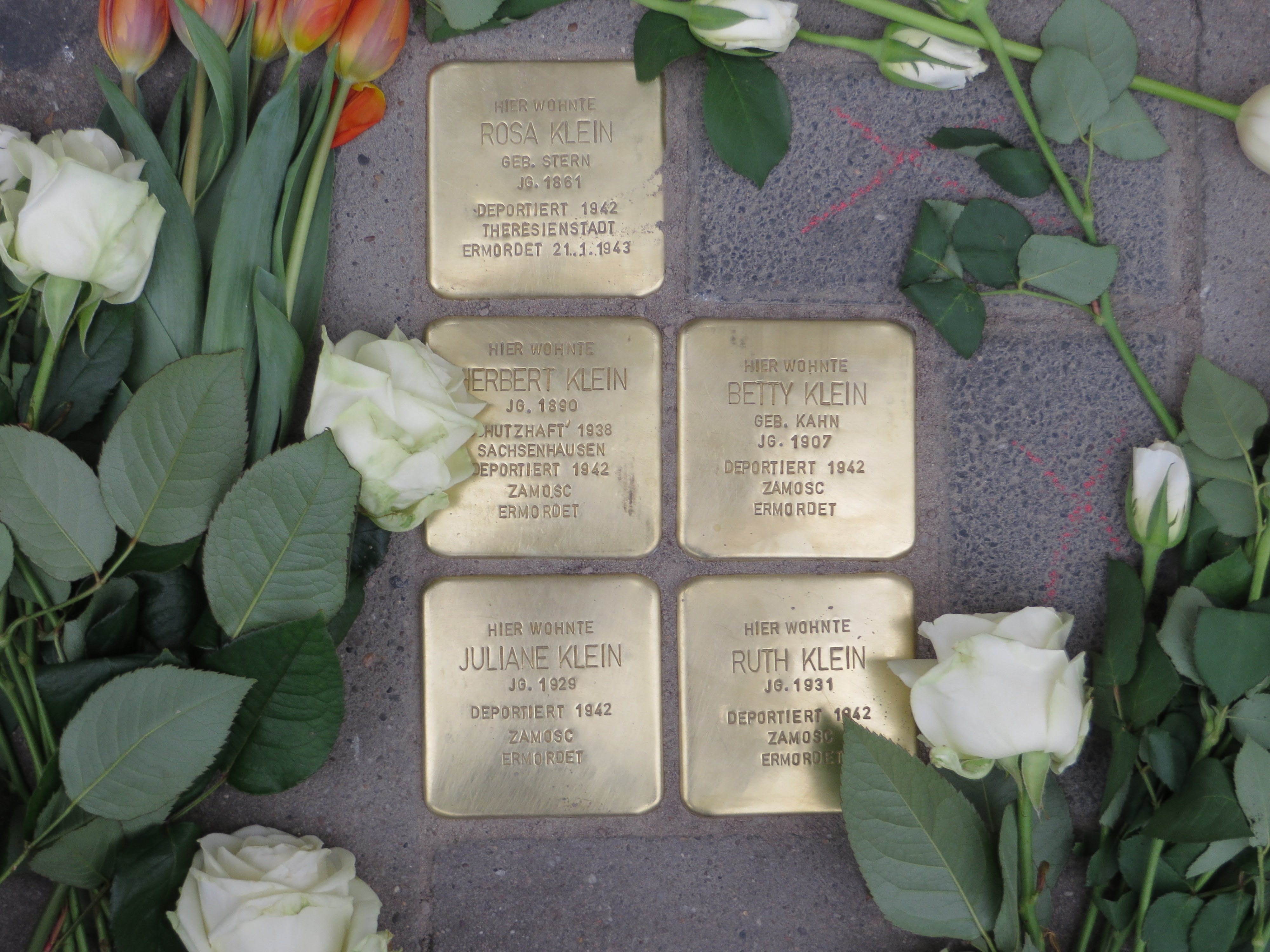
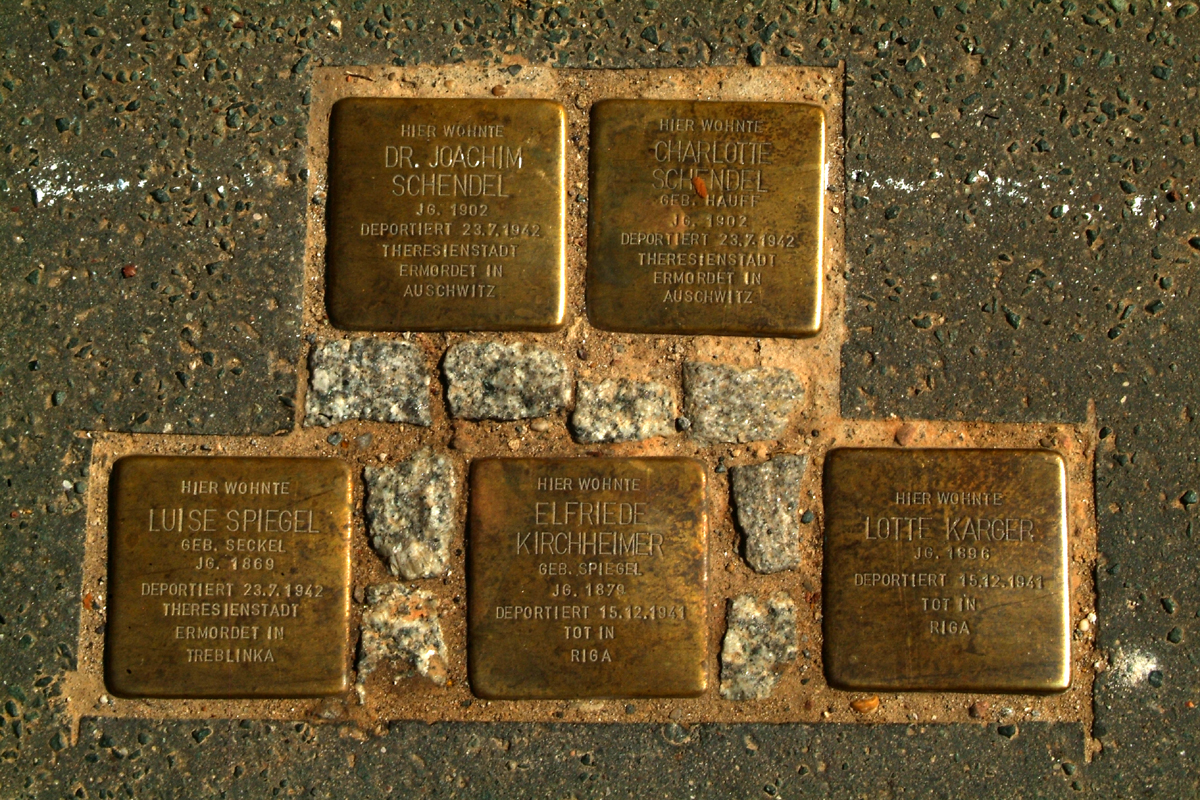
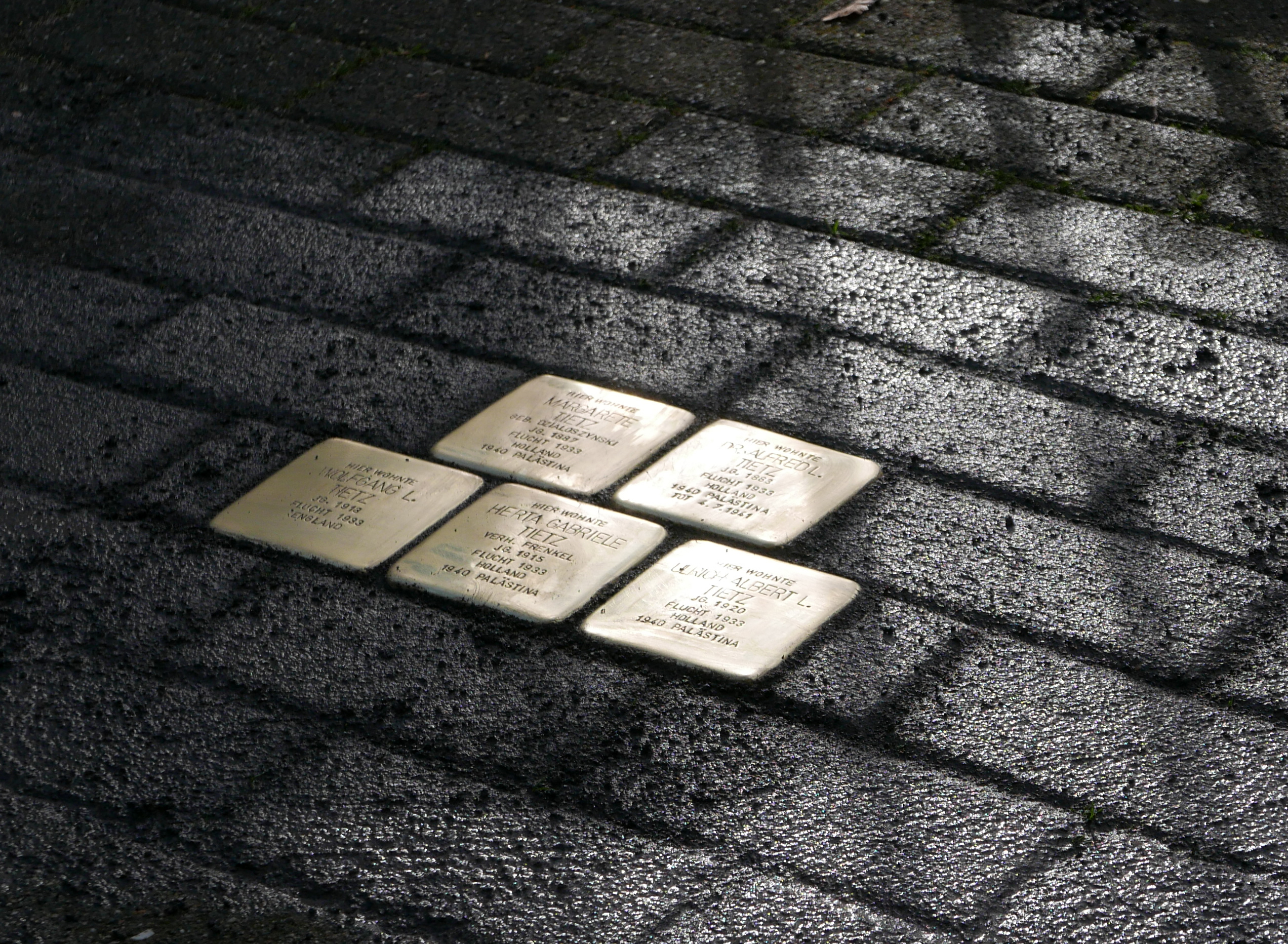
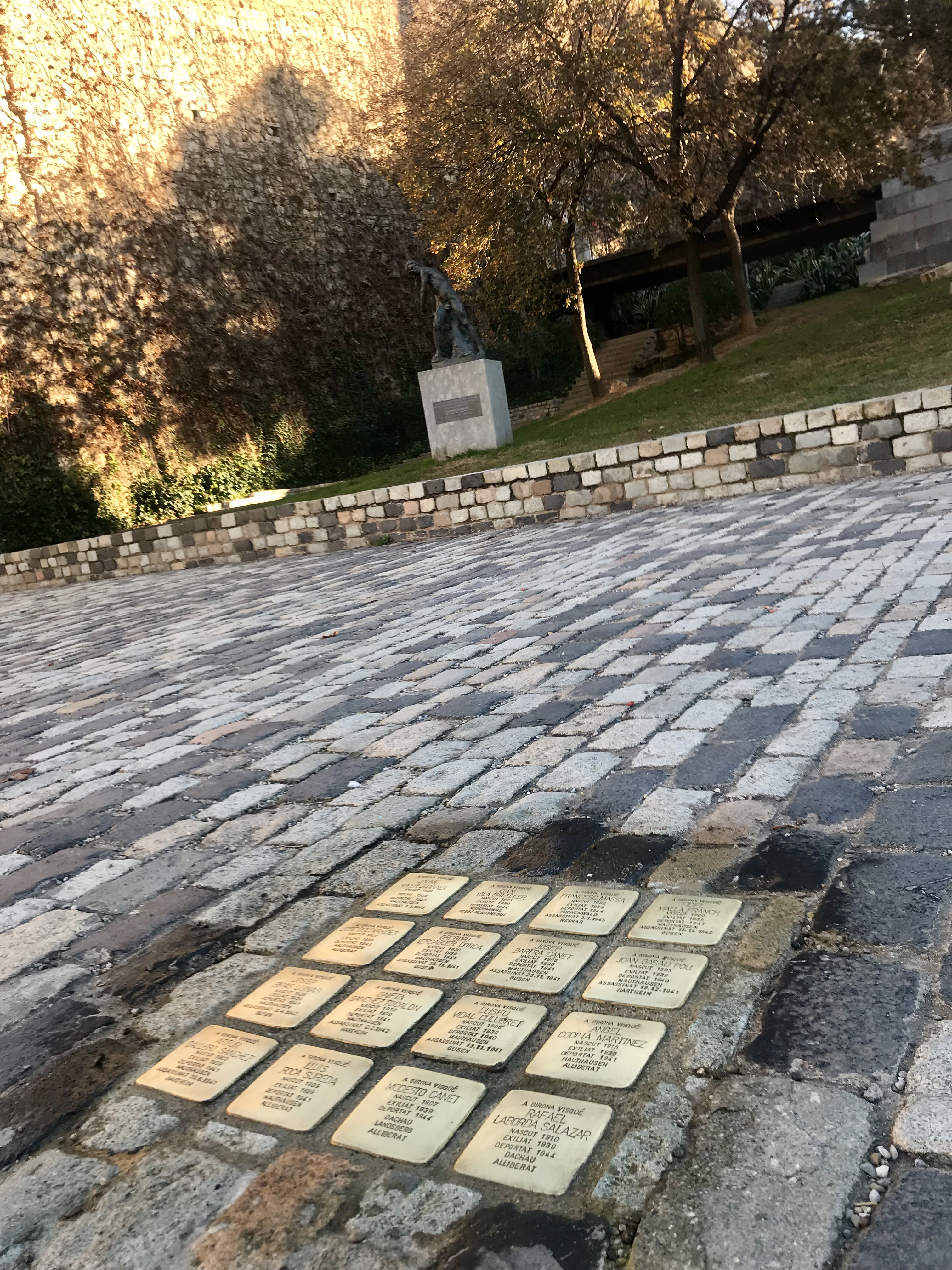
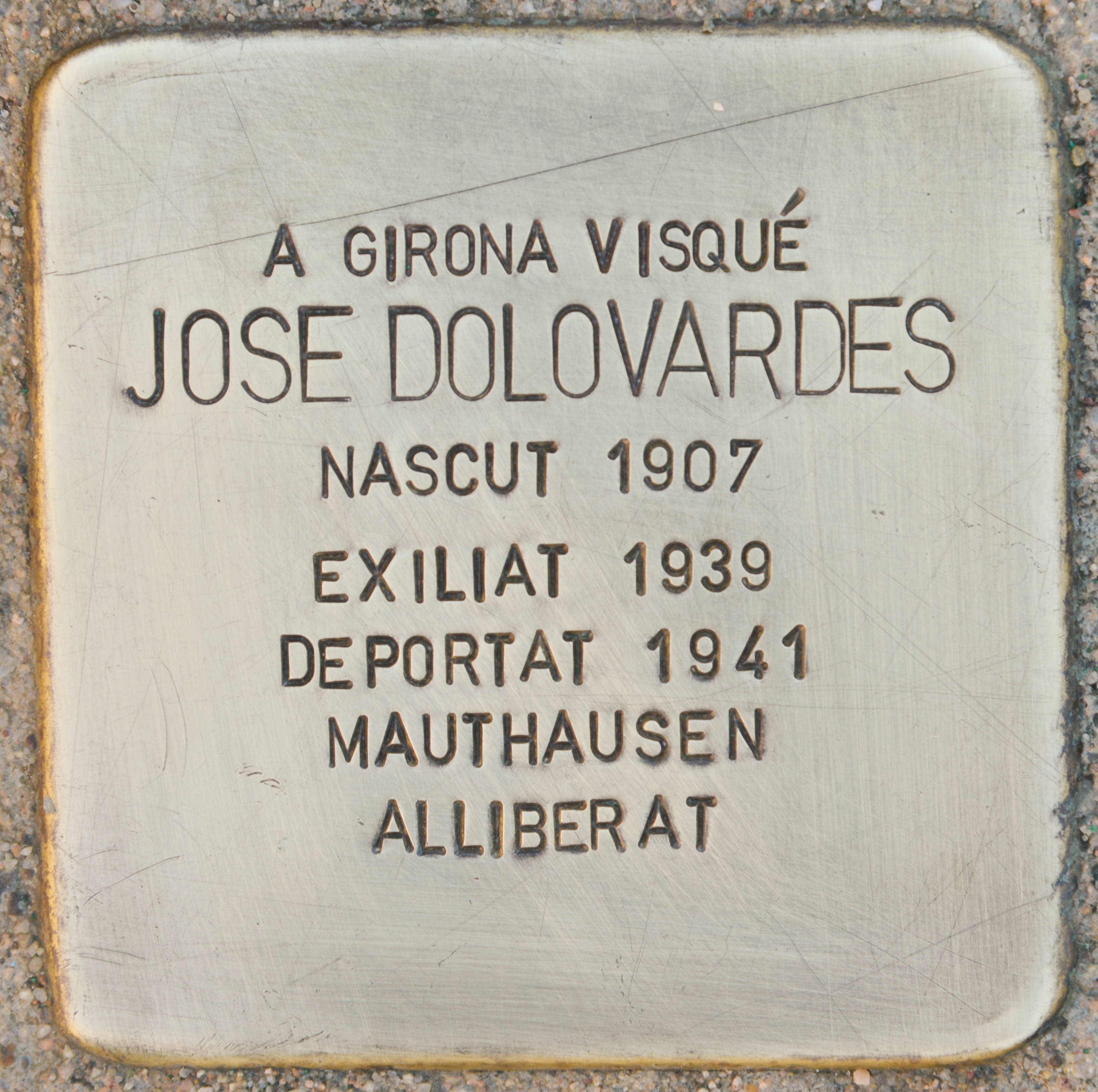
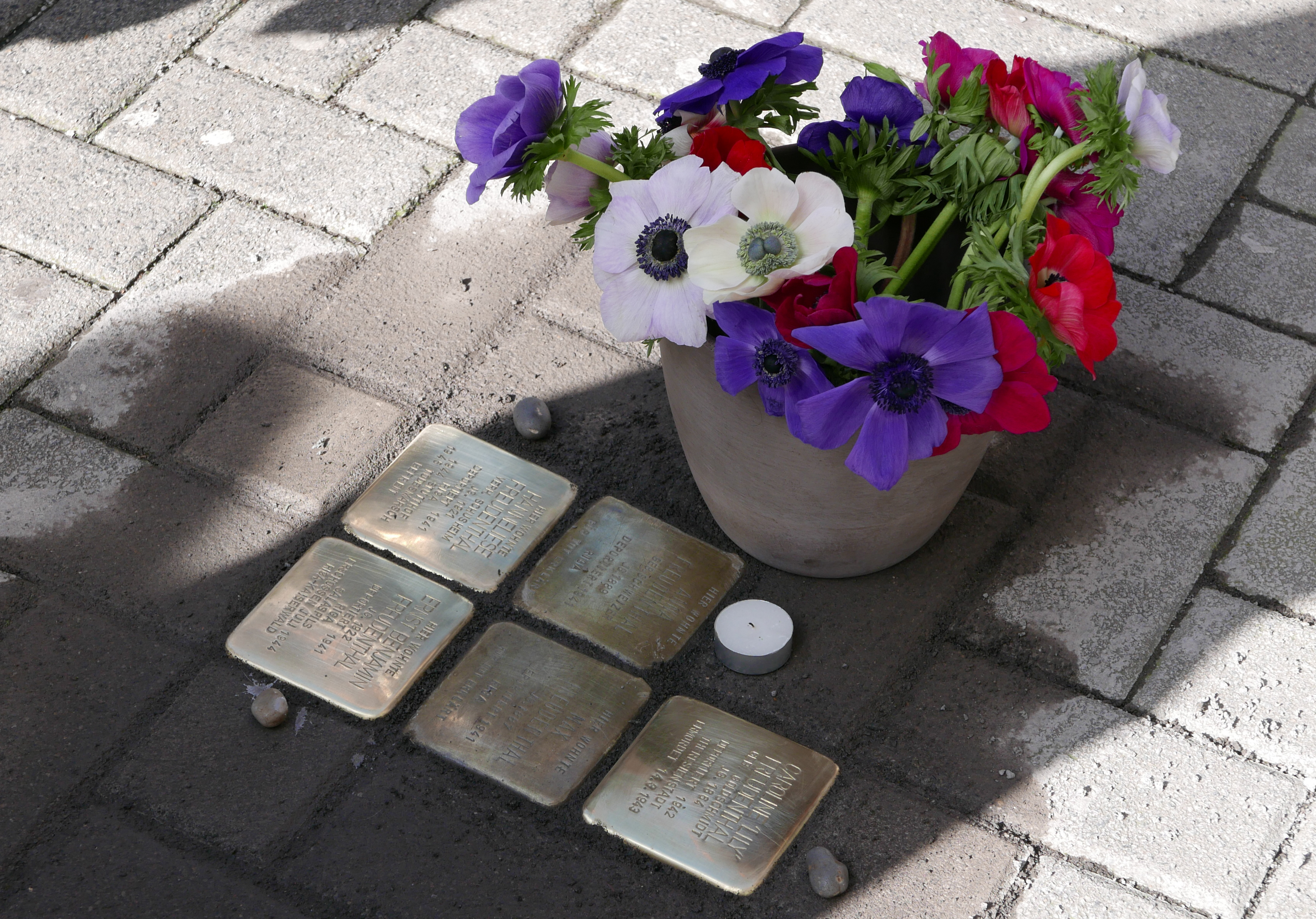
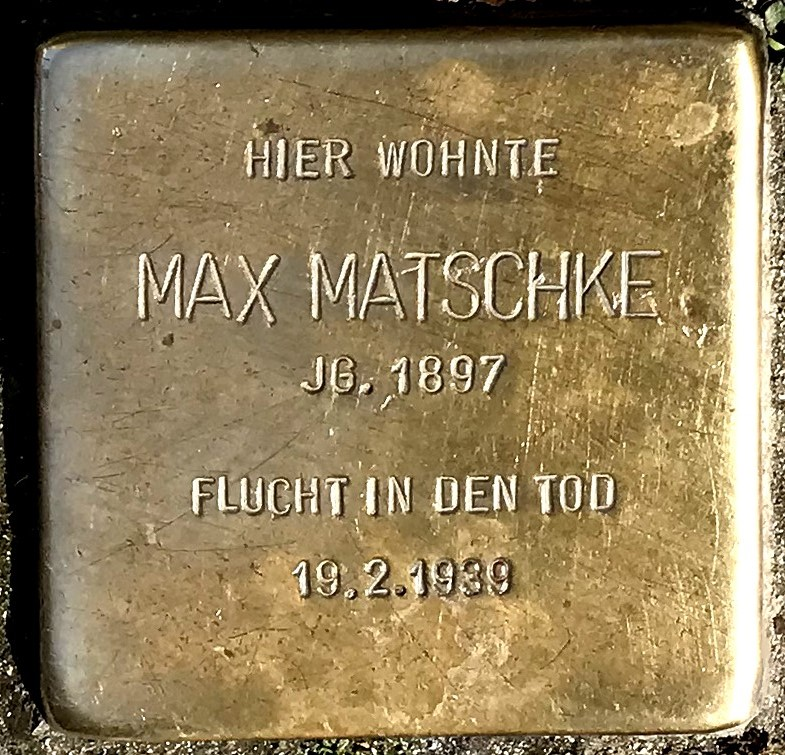
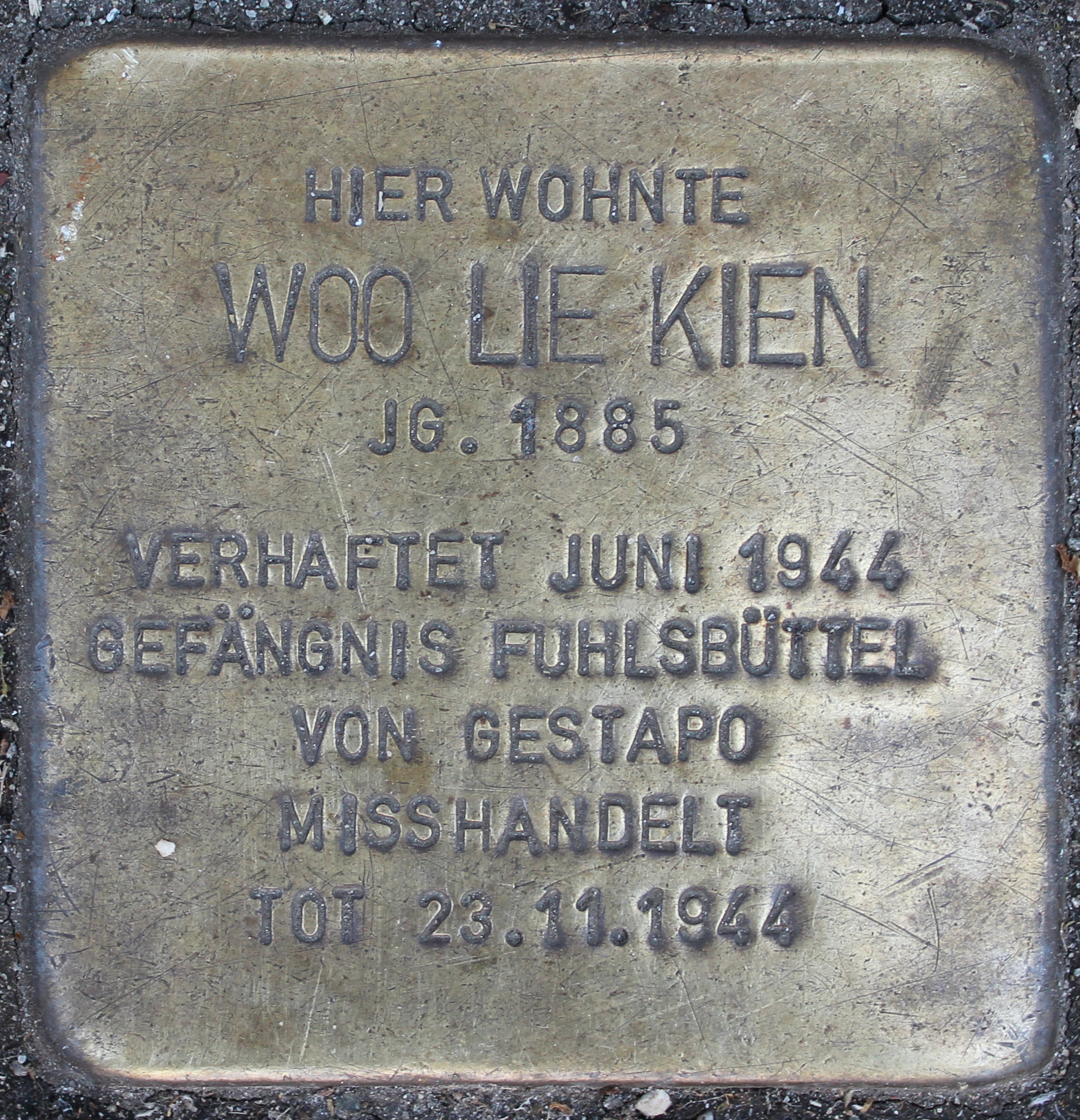